# Central (Alaska)
Central ist ein Ort und ein census-designated place (CDP) in der Yukon-Koyukuk Census Area in Alaska in den Vereinigten Staaten. Das U.S. Census Bureau hatte bei der Volkszählung 2020 eine Einwohnerzahl von 66 ermittelt.

## Geographie
Central liegt im Alaska Interior auf einer Höhe von 289 m. Der Ort befindet sich knapp 150 km ostnordöstlich der Stadt Fairbanks an dem kleinen Flüsschen Croocked Creek, ein Nebenfluss des Birch Creek. Central liegt am Steese Highway (Alaska Route 6), der von Fox nach Circle führt. Central verfügt über einen Flugplatz.

## Geschichte
Der Ortsname wurde 1896 vom U.S. Geological Survey (USGS) als "Central House", ein Roadhouse auf dem Weg nach Circle, erwähnt. Im Jahr 1925 wurde ein Postamt unter demselben Namen eröffnet. Seit 1980 ist Central ein census-designated place. Das im Februar stattfindende Yukon Quest-Schlittenhunderennen hat in Central einen Kontrollpunkt.

## Demografie
Zum Zeitpunkt der Volkszählung im Jahre 2020 (U.S. Census 2020) hatte Central CDP 66 Einwohner auf einer Landfläche von 642,11 km². Von den Einwohnern waren 52 weiß sowie 8 amerikanisch-indianischer Abstammung.
Beim Census im Jahr 2000 wurden 134 Einwohner gezählt, 2010 waren es 96. Somit ist die Bevölkerungsentwicklung in den letzten Jahren rückläufig.